# میخائیلو خلیل‌اوف
میخائیلو خلیل‌اوف (اوکراینی: Михайло Халілов؛ زادهٔ ۳ ژوئیهٔ ۱۹۷۵) دوچرخه‌سوار اهل اوکراین است.
از باشگاه‌هایی که در آن بازی کرده‌است می‌توان به اندرونی جوکاتولی–سیدرمک و تیم کاتیوشا–آلپتسین اشاره کرد.وی همچنین از دوچرخه‌سواران بازی‌های المپیک تابستانی ۱۹۹۶ بوده است.